# Cikangkung
Cikangkung is een bestuurslaag in het regentschap Sukabumi van de provincie West-Java, Indonesië. Cikangkung telt 8297 inwoners (volkstelling 2010).